# غونسالو كاردوسو
غونسالو كاردوسو هو لاعب كرة قدم برتغالي في مركز الدفاع، ولد في 28 ديسمبر 1990 في غيمارايش في البرتغال. لعب مع نادي فيزيلا.

## وصلات خارجية
- غونسالو كاردوسو على موقع قاعدة بيانات كرة القدم.إي يو (الإنجليزية)